# Saison 1 de Queen of the Universe
La première saison de Queen of the Universe est diffusée pour la première fois le 2 décembre 2021 sur Paramount+.
La création de l'émission est annoncée le 25 février 2021 par World of Wonder. Le présentateur principal est Graham Norton et les juges principaux sont Leona Lewis, Michelle Visage, Trixie Mattel et Vanessa Williams. Le casting de la saison est officiellement annoncé le 29 octobre 2021 et est composé de quatorze candidates.
La gagnante de la saison remporte 250 000 dollars.
La gagnante de la saison est Grag Queen, avec comme seconde Ada Vox.

## Candidates
Les candidates de la première saison de Queen of the Universe sont :
(Les noms et les âges donnés sont ceux annoncés au moment de la compétition.)
|            |                                             |                    | Nom                     | Âge | Résidence                                       | Classement          |
| ---------- | ------------------------------------------- | ------------------ | ----------------------- | --- | ----------------------------------------------- | ------------------- |
| Candidates | Drapeau du Brésil                           | Grag Queen         | Grégory Mohd            | 26  | Canela, Rio Grande do Sul, Brésil               | Gagnante            |
| Candidates | Drapeau des États-Unis                      | Ada Vox            | Adam Sanders            | 28  | San Antonio, Texas, États-Unis                  | Seconde             |
| Candidates | Drapeau des États-Unis                      | Aria B Cassidine   | Quentin Reynolds        |     | Atlanta, Géorgie, États-Unis                    | 3ème place          |
| Candidates | Drapeau du Royaume-Uni                      | La Voix            | Chris Dennis            | 41  | Londres, Grand Londres, Angleterre, Royaume-Uni | 4ème/5ème place     |
| Candidates | Drapeau de l'Inde                           | Rani KoHEnur       | Sushant Divgikar        | 31  | Mumbai, Maharashtra, Inde                       | 4ème/5ème place     |
| Candidates | Drapeau de la France                        | Leona Winter       | Rémy Solé               | 26  | Paris, Île-de-France, France                    | 6ème place          |
| Candidates | Drapeau du Mexique                          | Regina Voce        | Anuar Kuri              | 40  | Mexico, Mexique                                 | 7ème/8ème place     |
| Candidates | Drapeau de l'Australie                      | Gingzilla          | Benjamin Hudson         | 36  | Sydney, Nouvelle-Galles du Sud, Australie       | 7ème/8ème place     |
| Candidates | Drapeau du Canada                           | Matante Alex       | Alexandre Gemme         | 26  | Montréal, Québec, Canada                        | 9ème place          |
| Candidates | Drapeau du Danemark                         | Betty Bitschlap    | Anders Bilberg          | 31  | Copenhague, Hovedstaden, Danemark               | 10ème à 14ème place |
| Candidates | Drapeau des États-Unis                      | Chy'enne Valentino | Zelle                   | 41  | Chicago, Illinois, États-Unis                   | 10ème à 14ème place |
| Candidates | Drapeau des États-Unis                      | Jujubee            | Airline Inthyrath       | 37  | Boston, Massachusetts, États-Unis               | 10ème à 14ème place |
| Candidates | Drapeau des États-Unis                      | Novaczar           | Noah Matan Spiegel-Blum | 25  | New York, État de New York, États-Unis          | 10ème à 14ème place |
| Candidates | Drapeau de la République populaire de Chine | Woowu              | Eli Woo                 | 28  | Canton, Guangdong, Chine                        | 10ème à 14ème place |

## Progression des candidates
|            |                                             |                    | Épisode  | Épisode  | Épisode  | Épisode  | Épisode  | Épisode  |
| 1          | 2                                           | 3                  | 4        | 5        | 6        |          |          |          |
| ---------- | ------------------------------------------- | ------------------ | -------- | -------- | -------- | -------- | -------- | -------- |
| Candidates | Drapeau du Brésil                           | Grag Queen         | RETENUE  |          | RETENUE  | RETENUE  | RETENUE  | GAGNANTE |
| Candidates | Drapeau des États-Unis                      | Ada Vox            |          | RETENUE  | RETENUE  | RETENUE  | BOTTOM 3 | SECONDE  |
| Candidates | Drapeau des États-Unis                      | Aria B Cassidine   |          | RETENUE  | RETENUE  | RETENUE  | RETENUE  | ÉLIMINÉE |
| Candidates | Drapeau du Royaume-Uni                      | La Voix            |          | ÉLIMINÉE | RETENUE  | BOTTOM 4 | ÉLIMINÉE |          |
| Candidates | Drapeau de l'Inde                           | Rani KoHEnur       |          | RETENUE  | RETENUE  | RETENUE  | ÉLIMINÉE |          |
| Candidates | Drapeau de la France                        | Leona Winter       | RETENUE  |          | BOTTOM 3 | ÉLIMINÉE |          |          |
| Candidates | Drapeau du Mexique                          | Regina Voce        |          | RETENUE  | BOTTOM 3 | ÉLIMINÉE |          |          |
| Candidates | Drapeau de l'Australie                      | Gingzilla          | RETENUE  |          | RETENUE  | ÉLIMINÉE |          |          |
| Candidates | Drapeau du Canada                           | Matante Alex       |          | RETENUE  | ÉLIMINÉE |          |          |          |
| Candidates | Drapeau du Danemark                         | Betty Bitschlap    | ÉLIMINÉE |          |          |          |          |          |
| Candidates | Drapeau des États-Unis                      | Chy'enne Valentino | ÉLIMINÉE |          |          |          |          |          |
| Candidates | Drapeau des États-Unis                      | Jujubee            |          | ÉLIMINÉE |          |          |          |          |
| Candidates | Drapeau des États-Unis                      | Novaczar           | ÉLIMINÉE |          |          |          |          |          |
| Candidates | Drapeau de la République populaire de Chine | Woowu              | ÉLIMINÉE |          |          |          |          |          |

 La candidate a gagné Queen of the Universe.
 La candidate est arrivée seconde.
 La candidate a été éliminée lors de l'épisode final.
 La candidate a été retenue.
 La candidate a réintégré la compétition et a été retenue.
 La candidate a été en danger d'élimination.
 La candidate a été éliminée.

## Déroulement de la saison

### Épisode 1
Date de diffusion : 2 décembre 2021
Défi : Chanter une chanson qui vous définit en tant qu'artiste.
|            | Nom                | Pays       | Chanson                         | Artiste        | Résultat |
| ---------- | ------------------ | ---------- | ------------------------------- | -------------- | -------- |
| Candidates | Grag Queen         | Brésil     | Rehab                           | Amy Winehouse  | RETENUE  |
| Candidates | Betty Bitschlap    | Danemark   | Dance Monkey                    | Tones and I    | ÉLIMINÉE |
| Candidates | Chy'enne Valentino | États-Unis | Wrecking Ball                   | Miley Cyrus    | ÉLIMINÉE |
| Candidates | Woowu              | Chine      | Material Girl                   | Madonna        | ÉLIMINÉE |
| Candidates | Novaczar           | États-Unis | I'm Not a Girl, Not Yet a Woman | Britney Spears | ÉLIMINÉE |
| Candidates | Gingzilla          | Australie  | Human                           | Rag'n'Bone Man | RETENUE  |
| Candidates | Leona Winter       | France     | Non, je ne regrette rien        | Édith Piaf     | RETENUE  |

### Épisode 2
Date de diffusion : 2 décembre 2021
Défi : Chanter une chanson qui vous définit en tant qu'artiste.
|            | Nom              | Pays        | Chanson               | Artiste        | Résultat |
| ---------- | ---------------- | ----------- | --------------------- | -------------- | -------- |
| Candidates | Ada Vox          | États-Unis  | At Last               | Etta James     | RETENUE  |
| Candidates | Regina Voce      | Mexique     | Caruso                | Lucio Dalla    | RETENUE  |
| Candidates | Rani KoHEnur     | Inde        | Piya Yu Ab To Aaja    | Asha Bhosle    | RETENUE  |
| Candidates | Rani KoHEnur     | Inde        | Laila Main Laila      | Shah Rukh Khan | RETENUE  |
| Candidates | La Voix          | Royaume-Uni | Mourir sur scène      | Shirley Bassey | ÉLIMINÉE |
| Candidates | Jujubee          | États-Unis  | Into You              | Ariana Grande  | ÉLIMINÉE |
| Candidates | Matante Alex     | Canada      | He Taught Me To Yodel | Rosalie Allen  | RETENUE  |
| Candidates | Aria B Cassadine | États-Unis  | Rise Like a Phoenix   | Conchita Wurst | RETENUE  |

### Épisode 3
Date de diffusion : 9 décembre 2021
Défi : Chanter une chanson d'une période particulière qui vous est chère.
|            | Nom              | Pays        | Chanson                        | Artiste         | Résultat |
| ---------- | ---------------- | ----------- | ------------------------------ | --------------- | -------- |
| Candidates | Aria B Cassadine | États-Unis  | You Make Me Feel (Mighty Real) | Sylvester       | RETENUE  |
| Candidates | Leona Winter     | France      | The Winner Takes It All        | ABBA            | BOTTOM 3 |
| Candidates | Regina Voce      | Mexique     | Un-Break My Heart              | Toni Braxton    | BOTTOM 3 |
| Candidates | Grag Queen       | Brésil      | Dream a Little Dream of Me     | Ella Fitzgerald | RETENUE  |
| Candidates | Matante Alex     | Canada      | 9 to 5                         | Dolly Parton    | ÉLIMINÉE |
| Candidates | Rani KoHEnur     | Inde        | My Heart Will Go On            | Céline Dion     | RETENUE  |
| Candidates | Ada Vox          | États-Unis  | I Put a Spell on You           | Nina Simone     | RETENUE  |
| Candidates | Gingzilla        | Australie   | Believe                        | Cher            | RETENUE  |
| Candidates | La Voix          | Royaume-Uni | Car Wash                       | Rose Royce      | RETENUE  |

### Épisode 4
Date de diffusion : 16 décembre 2021
Défi : Chanter une chanson originale en duo.
|            | Nom              | Pays        | Chanson         | Résultat |
| ---------- | ---------------- | ----------- | --------------- | -------- |
| Candidates | Grag Queen       | Brésil      | Damn That Man   | RETENUE  |
| Candidates | Rani KoHEnur     | Inde        | Damn That Man   | RETENUE  |
| Candidates | Regina Voce      | Mexique     | Girl Power      | ÉLIMINÉE |
| Candidates | Gingzilla        | Australie   | Girl Power      | ÉLIMINÉE |
| Candidates | Leona Winter     | France      | Friends Forever | BOTTOM 4 |
| Candidates | La Voix          | Royaume-Uni | Friends Forever | BOTTOM 4 |
| Candidates | Aria B Cassadine | États-Unis  | Back Off, Bitch | RETENUE  |
| Candidates | Ada Vox          | États-Unis  | Back Off, Bitch | RETENUE  |

|            | Nom          | Pays        | Chanson                 | Artiste          | Résultat |
| ---------- | ------------ | ----------- | ----------------------- | ---------------- | -------- |
| Candidates | La Voix      | Royaume-Uni | Don't Rain on My Parade | Barbra Streisand | RETENUE  |
| Candidates | Leona Winter | France      | The Edge of Glory       | Lady Gaga        | ÉLIMINÉE |

### Épisode 5
Date de diffusion : 16 décembre 2021
Défi : Chanter une chanson sur le thème Bad Girls.
|            | Nom              | Pays        | Chanson                   | Artiste      | Résultat |
| ---------- | ---------------- | ----------- | ------------------------- | ------------ | -------- |
| Candidates | Ada Vox          | États-Unis  | Cuz I Love You            | Lizzo        | BOTTOM 3 |
| Candidates | Rani KoHEnur     | Inde        | Bad Romance               | Lady Gaga    | ÉLIMINÉE |
| Candidates | Aria B Cassadine | États-Unis  | Bad Girls                 | Donna Summer | RETENUE  |
| Candidates | La Voix          | Royaume-Uni | Welcome to Burlesque      | Cher         | ÉLIMINÉE |
| Candidates | Grag Queen       | Brésil      | Girls Just Wanna Have Fun | Cyndi Lauper | RETENUE  |